# Adriano Ossicini
Adriano Ossicini (ur. 20 czerwca 1920 w Rzymie, zm. 15 lutego 2019 tamże) – włoski psychiatra, nauczyciel akademicki i polityk, długoletni senator, w latach 1995–1996 minister rodziny i solidarności społecznej.

## Życiorys
Od 1937 zaangażowany w działalność antyfaszystowską. Współtworzył wówczas i został sekretarzem zrzeszającego lewicowych katolików ruchu Sinistra Cristiana. Za swoją działalność przez pewien czas więziony. Należał następnie do włoskiego ruchu oporu.
Ukończył studia medyczne w Rzymie, specjalizował się w zakresie psychiatrii. Pracował jako nauczyciel akademicki i profesor psychologii na Uniwersytecie La Sapienza w Rzymie.
W okresie powojennym aktywny działacz polityczny, współpracował z ruchem Ferruccia Parriego. Zasiadał w radzie prowincji Rzym. W latach 1968–1992 był członkiem Senatu V, VI, VII, VIII, IX i X kadencji. Mandat uzyskiwał jako niezależny kandydat z listy Włoskiej Partii Komunistycznej. Należał do senackiej frakcji Sinistra Indipendente, skupiającej bezpartyjne osoby współpracujące z PCI. Od 1992 do 1994 pełnił funkcję przewodniczącego Krajowego Komitetu Bioetyki. Od stycznia 1995 do maja 1996 sprawował urząd ministra bez teki do spraw rodziny i solidarności społecznej w rządzie Lamberta Diniego. W latach 1996–2001 ponownie wchodził w skład izby wyższej włoskiego parlamentu jako senator XIII kadencji wybrany z ramienia Odnowienia Włoskiego. W 2007 dołączył do Partii Demokratycznej.
Odznaczony Orderem Zasługi Republiki Włoskiej I klasy (2009).